# Wodomierz

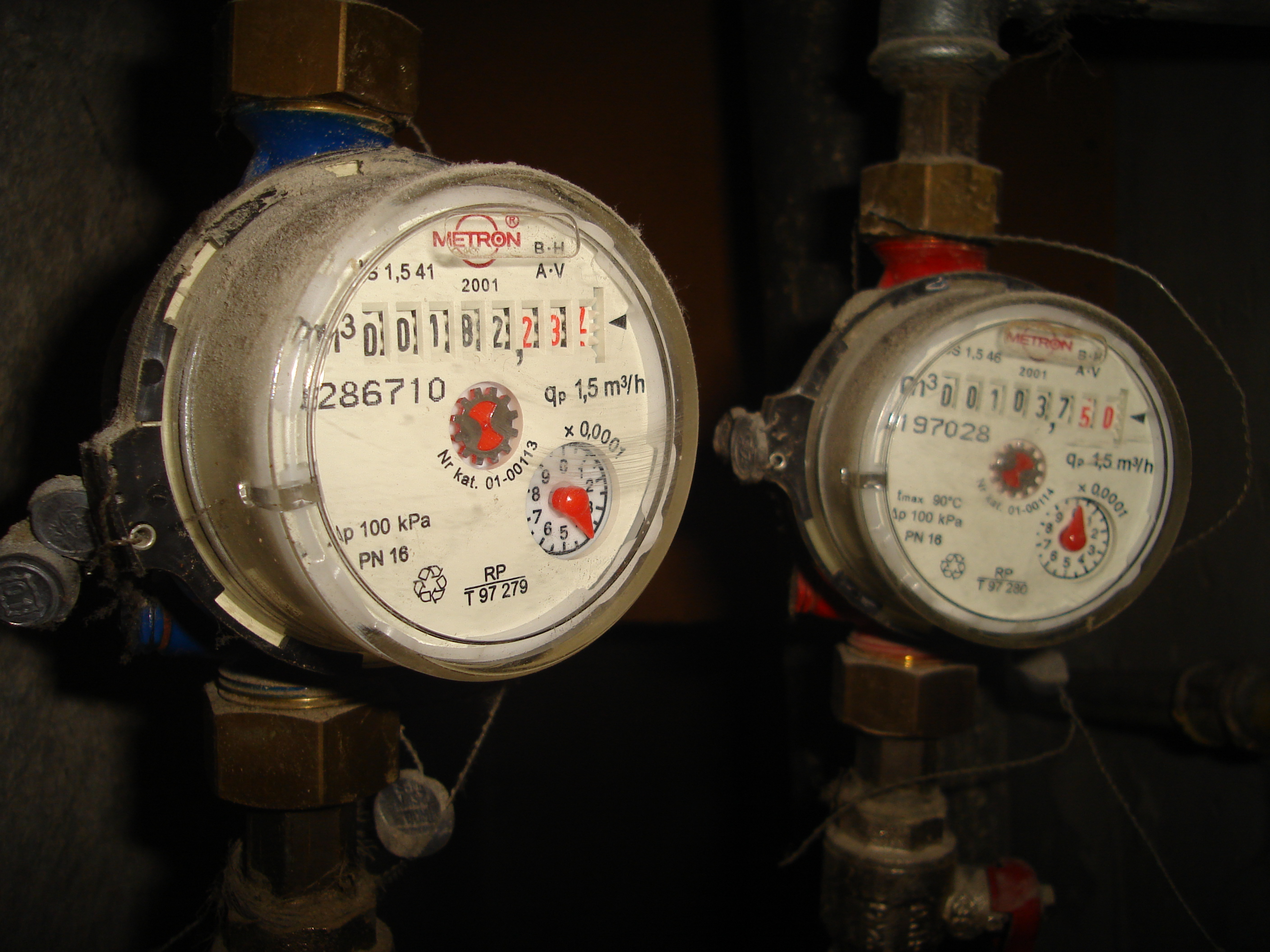
Komplet wodomierzy: niebieski do pomiaru zużycia zimnej wody (po lewej), czerwony – do pomiaru zużycia gorącej wody (po prawej)

Wodomierz – przyrząd służący do pomiaru objętości przepływającej przewodem wodociągowym wody.
Jednostką miary stosowaną w wodomierzach jest m³ (metr sześcienny) lub galon.
Wodomierz pozwala określić zużycie wody przez odbiorcę, dzięki czemu jest możliwe ustalenie opłaty innej niż ryczałtowa. Wszystkie wodomierze posiadają tak zwany próg rozruchu, poniżej którego nie dokonują pomiaru wody, która przez nie przepływa.
Wodomierze można podzielić na:
- mokrobieżne
- suchobieżne
- hybrydowe/półsuche (z liczydłem zanurzonym w roztworze gliceryny)
- przemysłowe
- sprzężone
- hydrantowe
- kątowe

- jedno-strumieniowe
- wielo-strumieniowe
- objętościowe

- z pionową osią wirnika
- z poziomą osią wirnika
- z tłokiem w przypadku wodomierzy objętościowych

Wodomierze często są też dzielone ze względu na klasę metrologiczną (dokładność): od najgorszej „A” do najlepszej „D”.
Według dyrektywy unijnej (MID) od 2015 roku klasy metrologiczne zostały zastąpione współczynnikiem R.
Współczynnik R jest to stosunek przepływu Q3 do Q1.
MID – Definicje:
- Qmax – maksymalny (przeciążeniowy) strumień objętości – największy strumień objętości, przy którym wodomierz może pracować w krótkim czasie bez uszkodzenia i przekroczenia błędów granicznych dopuszczalnych oraz maksymalnej straty ciśnienia.
- Q3 – ciągły strumień objętości – największy strumień objętości, przy którym wodomierz działa w sposób prawidłowy w normalnych warunkach użytkowania, tzn. w warunkach przepływu ciągłego lub przerywanego.
- Q2 – Pośredni strumień objętości – strumień objętości pomiędzy ciągłym a minimalnym, przy którym zakres obciążeń podzielony jest na dwa przedziały: „górny” i „dolny” z charakterystycznym błędem granicznym dopuszczalnym.
- Q1 – Minimalny strumień objętości – Najmniejszy strumień objętości, przy którym wskazania wodomierza spełniają wymagania dotyczące błędów granicznych dopuszczalnych.

„Stare” klasy dokładności zniknęły i zastąpione zostały przez współczynnik R. Jednak ślad po
„starych” klasach pozostanie w postaci R = 160 (Klasa C), R = 80 (Klasa B), R = 40 (Klasa A).
Niektórzy Producenci korzystając z braku ściśle ustalonych odpowiedników klas metrologicznych mogą wprowadzać klientów w błąd. Dzieje się tak np. w sytuacji, gdy Producent wodomierza o przepływie Q3 = 1,0 m³/h i współczynniku R = 80, deklaruje, iż jest to odpowiednik klasy metrologicznej B.
Do tej pory, aby wodomierzowi o przepływie Qn = 1,0 m³/h została przypisana klasa metrologiczna B, Qmin takiego urządzenia musiało wynosić 20 l/h (zgodnie z relacją = 50).
W przypadku wodomierza o R = 40, Q1 (Qmin) wyniesie 25 l/h, co oznacza, że wodomierz taki zacznie wskazywać zużycie wody zgodnie z dopuszczalnym błędem granicznym dopiero przy strumieniu objętości większym o 5 l/h.
Charakterystyki klas metrologicznych C, B, A oddają jedynie wodomierze ze współczynnikiem R, odpowiednio: 160, 50, 25, pozostałe wartości R traktować można, jako wyznaczniki bardziej lub mniej precyzyjnych wodomierzy, kierując się zasadą: im większa wartość współczynnika R, tym bardziej dokładny pomiar i wyższa klasa metrologiczna.